# Sarah Catherine Hook
Sarah Catherine Campbell Hook là nữ diễn viên, ca sĩ người Mỹ. Cô từng thủ vai chính trong phim The Conjuring: The Devil Made Me Do It (2021). Ở lĩnh vực truyền hình, cô được biết đến qua các phim như First Kill (2022), Cruel Intentions (2024) và The White Lotus mùa thứ ba (2025).

## Đời tư
Hook sinh ra và lớn lên tại Montgomery, Alabama. Cô từng theo học Học viện Montgomery, sau đó học Đại học New York ở Purchase và tốt nghiệp bằng Cử nhân Âm nhạc, chuyên ngành Opera năm 2017.

## Danh sách phim

### Điện ảnh
| Năm  | Tên                                    | Vai            | Ct            |
| ---- | -------------------------------------- | -------------- | ------------- |
| 2018 | I Believe                              |                | Phim ngắn     |
| 2020 | Harbor from the Holocaust              |                | Phim tài liệu |
| 2021 | The Conjuring: The Devil Made Me Do It | Debbie Glatzel |               |
| 2024 | Where Shall We Start                   | Diana          | Phim ngắn     |
| 2024 | The Ghost Trap                         | Happy          |               |

### Truyền hình
| Năm  | Tên                               | Vai                    | Ct                               |
| ---- | --------------------------------- | ---------------------- | -------------------------------- |
| 2019 | Law & Order: Special Victims Unit | Meghan Gale            | Tập: "We Dream of Machine Elves" |
| 2020 | NOS4A2                            | Rikki                  | Tập: "Bats"                      |
| 2020 | Monsterland                       | Elena Milak            | Tập: "Iron River, Michigan"      |
| 2021 | Impeachment: American Crime Story | Catherine Allday Davis | 2 tập                            |
| 2022 | First Kill                        | Juliette Fairmont      | Vai chính, 8 tập                 |
| 2024 | Cruel Intentions                  | Caroline Merteuil      | Vai chính, 8 tập                 |
| 2025 | The White Lotus                   | Piper Ratliff          | Vai chính, mùa ba, 8 tập         |